# Eburia elegans
Eburia elegans là một loài bọ cánh cứng trong họ Cerambycidae.